# Utländskt accentsyndrom
Utländskt accentsyndrom är en mycket sällsynt sjukdom eller syndrom. Sjukdomen innebär att den drabbade en dag vaknar upp med ett annat uttal av sitt modersmål utan att veta varför. Bara ett sextiotal fall har dokumenterats mellan 1941 och 2009. Forskning har pekat på en koppling mellan syndromet och en mindre stroke som har drabbat hjärnans talcentrum. Det föreligger dock olika teorier om sjukdomens direkta ursprung.
Ett av de tidigt dokumenterade fallen var en norsk kvinna som 1941 drabbades av en huvudskada efter en flygräd och började tala med vad man uppfattade som en kraftig tysk brytning. Ett av de senare dokumenterade fallen var en kvinna från Newcastle som började tala med vad man uppfattade som jamaicansk, kanadensisk och slovakisk brytning.